# پاین بیچ، نیوجرسی
پاین بیچ (به انگلیسی: Pine Beach) شهری در ایالت نیوجرسی کشور ایالات متحده آمریکا است که جمعیت آن در سرشماری سال ۲۰۱۰ میلادی، ۲٬۱۲۷ نفر بوده‌است.